# Općina Vojnik
Općina Vojnik (slo.:Občina Vojnik) je općina u središnjoj Sloveniji u pokrajini Štajerskoj i statističkoj regiji Savinjskoj. Središte općine je naselje Vojnik s 1.986 stanovnika.

## Naselja u općini
Arclin, Beli Potok pri Frankolovem, Bezenškovo Bukovje, Bezovica, Bovše, Brdce, Dol pod Gojko, Čreškova, Črešnjevec, Črešnjice, Frankolovo, Gabrovec pri Dramljah, Globoče, Gradišče pri Vojniku, Homec, Hrastnik, Hrenova, Ilovca, Ivenca, Jankova, Kladnart, Koblek, Konjsko, Landek, Lemberg pri Novi Cerkvi, Lešje, Lindek, Lipa pri Frankolovem, Male Dole, Nova Cerkev, Novake, Podgorje pod Čerinom, Polže, Pristava, Rakova Steza, Razdelj, Razgor, Razgorce, Rove, Selce, Socka, Straža pri Dolu, Straža pri Novi Cerkvi, Stražica, Tomaž nad Vojnikom, Trnovlje pri Socki, Velika Raven, Verpete, Vine, Vizore, Višnja vas, Vojnik, Zabukovje, Zlateče, Želče

## Vanjske poveznice
- Službena stranica općine